# Ljusbodarna
Ljusbodarna är en fäbod två mil sydväst om Leksand.
Fäboden har anor från 1600-talet. I fäbodinventeringen 1663 hade Ljusbodarna 2 bofasta innevånare, men inga fäboddelägare. Holstenssons karta har 4 gårdsmarkeringar i Ljusbodarna. Med all förmodan fanns dock troligen fäbodgårdar här redan på den tiden, men de har av något skäl missats. Vid storskiftet på 1820-talet var hela 11 byar delägare i fäbodarna här. Det fanns 35 stugor (23 i övre och 12 i nedre ljusbodarna) och totalt 152 byggnader inom fäboden och ca 70 lador på slogängarna, fördelade på 39 delägare. Ljusbodarna var en av Leksands största fäbodar med 295 tunnland fäbodslog, 68 tunnland hagmark och 30 tunnland åker.
Under fäbodväsendets blomstringstid under andra hälften av 1800-talet fanns det som mest 42 fäbodgårdar här. Under 1900-talet avklingade driften, och 1929 upphörde odlingen här. Fäboddriften hölls dock igång ända in på 1960-talet. I mitten av 1970-talet återtogs fäbodbruket.
På fäboden finns fortfarande djurhållning på sommaren. Kommuns turiststuga är öppen för allmänheten. Sommarcafe arrangeras 5 gånger under sommaren information om datum finns i visitdalarnas kalender.
Fäboden är klassificerad som ett Riksintresse för kulturmiljövård.